# Eduardo de Carvalho
Eduardo de Carvalho (* 1962 in Ainaro, Portugiesisch-Timor; † 6. Februar 2010 in Dili, Osttimor) war ein osttimoresischer Politiker. Zuletzt war er in der IV. konstitutionelle Regierung Osttimors von Premierminister Xanana Gusmão Staatssekretär für Fischerei.

## Werdegang
Carvalho wuchs im Kreis Ainaro auf und besuchte dort die Primär- und Sekundärschule. Sein Interesse an der Fischerei und Landwirtschaft bewog ihn zu einem Studium entsprechender akademischer Fächer. 1987 begann Carvalho als Chef des Fischereiamtes für den damaligen Distrikt Ainaro zu arbeiten. 1990 wurde er Chef des Planungsamtes für Fischerei und Landwirtschaft in Dili, 1997 Chef des Sucos Bairro Pite und infolgedessen Mitglied des Distriktparlaments von Dili.
In den 1990ern war Carvalho durchgehend Mitglied der Resistência Nacional dos Estudantes de Timor-Leste RENETIL (Nationaler Widerstand der Studenten aus Timor-Leste), der osttimoresischen pro-Unabhängigkeits-Studentenbewegung, die sich gegen die indonesische Besatzung richtete. Nach dem Unabhängigkeitsreferendum in Osttimor 1999 arbeitete Carvalho in verschiedenen Positionen der Übergangsverwaltung unter der UNTAET. Ab 2001 war er Mitglied der Partido Democrático PD und stellvertretender Parteivorsitzender im Distrikt Dili ab 2006. Von 2003 bis 2007 arbeitete Carvalho weiter als Beamter im Ministerium für Landwirtschaft, Forstwirtschaft und Fischerei. Am 30. September 2007 legte Carvalho seinen Amtseid als Staatssekretär für Fischerei ab.
Carvalho war verheiratet und hatte fünf Kinder.

## Belege
- Government of Timor-Leste: Condolences for the Secretary of State for Fisheries, His Excellency Eduardo de Carvalho